# Namur-Suarlée Airport
Suarlée Airport är en flygplats i Belgien.   Den ligger i provinsen Namur och regionen Vallonien, i den centrala delen av landet, 50 km sydost om huvudstaden Bryssel. Suarlée Airport ligger 176 meter över havet.
Terrängen runt Suarlée Airport är platt. Runt Suarlée Airport är det tätbefolkat, med 591 invånare per kvadratkilometer.. Närmaste större samhälle är Namur, 7,3 km öster om Suarlée Airport. 
Runt Suarlée Airport är det i huvudsak tätbebyggt.